# Backlash (2024)
Backlash (2024), promowany również jako Backlash France – dziewiętnasta gala wrestlingu w chronologii cyklu Backlash wyprodukowana przez federację WWE dla zawodników z brandów Raw i SmackDown. Odbyła się 4 maja 2024 w LDLC Arena w Décines-Charpieu, w metropolii Lyon we Francji. Była to pierwsza gala WWE zorganizowana w tym kraju oraz pierwsze Backlash zorganizowane poza granicami Ameryki Północnej. Motywem gali była odpowiedź na wydarzenia z WrestleManii XL.
Na gali odbyło się pięć walk. W walce wieczoru, Cody Rhodes pokonał AJ Stylesa broniąc Undisputed WWE Championship ze SmackDown. W innych ważnych walkach, Damian Priest pokonał Jeya Uso broniąc World Heavyweight Championship z Raw oraz Bayley pokonała Naomi i Tiffany Stratton w triple threat matchu broniąc WWE Women’s Championship ze SmackDown. Gala ta była również godne uwagi ze względu na debiut ringowy Tamy Tongi w WWE, a także powrót jego adoptowanego brata (biologicznego kuzyna), Tangi Loa, który wcześniej występował w WWE jako Camacho od 2009 do 2014 roku.

## Produkcja

### Tło
Backlash to cykl gal wrestlingu zapoczątkowana przez amerykańską promocję WWE w 1999 roku. Gale ddbywały się corocznie od 1999 do 2009 roku, ale następnie zostały przerwane, aż do przywrócenia ich w 2016 roku i od tego czasu odbywają się co roku, z wyjątkiem 2019 roku. Oryginalna koncepcja wydarzenia opierała się na odpowiedzi na wydarzenia z flagowej gali WWE, WrestleManii. Gale z lat 2016–2020 nie dotyczyły tego motywu; jednak od 2021 roku WWE przywróciło Backlash do oryginalnej koncepcji.
Pod koniec października 2023 roku pojawiły się doniesienia, że WWE omawiało plany zorganizowania Backlash w 2024 roku w Paryżu we Francji. W następnym miesiącu, 16 listopada, firma ogłosiła, że dziewiętnasta edycja Backlash odbędzie się we Francji, ale w Décines-Charpieu, w metropolii Lyon, 4 maja 2024 roku w otwartej w listopadzie 2023 roku LDLC Arena. Jest to pierwsze wydarzenie WWE w systemie pay-per-view (PPV) i transmisji na żywo, które odbędzie się w tym kraju, przez co otrzymało specjalną nazwę Backlash France, a także pierwsze wydarzenie Backlash zorganizowane poza Ameryką Północną. Gala będzie oparta na odpowiedzi na wydarzenia z WrestleManii XL i wezmą w nim udział zawodnicy z brandów Raw i SmackDown. Została wyemitowana w systemie pay-per-view na całym świecie i była dostępny do transmisji na żywo w Peacock w Stanach Zjednoczonych oraz w WWE Network na większości rynków międzynarodowych. Ponadto 3 maja na tej samej arenie odbędzie się odcinek Friday Night SmackDown, co oznacza, że program ten będzie po raz pierwszy transmitowany z Francji. Bilety trafiły do sprzedaży 12 stycznia 2024 roku.

### Rywalizacje
Backlash oferowało walki profesjonalnego wrestlingu z udziałem wrestlerów należących do brandów Raw i SmackDown. Oskryptowane rywalizacje (storyline’y) kreowane będą podczas cotygodniowych gal Raw i SmackDown. Wrestlerzy są przedstawieni jako heele (negatywni, źli zawodnicy i najczęściej wrogowie publiki) i face’owie (pozytywni, dobrzy i najczęściej ulubieńcy publiki), którzy rywalizują pomiędzy sobą w seriach walk mających budować napięcie. Kulminacją rywalizacji jest walka wrestlerska lub ich seria.

#### Pojedynek o Undisputed WWE Championship
Podczas drugiej nocy WrestleManii XL, Cody Rhodes został Undisputed WWE Universal Championem. 12 kwietnia ogłoszono, że pierwszy pretendent do walki z Codym Rhodesem o Undisputed WWE Universal Championship zostanie wyłoniony na podstawie turnieju, który rozpocznie się tej nocy na SmackDown. LA Knight i AJ Styles wygrali swoje triple threat matche, a Styles pokonał Knighta w następnym tygodniu w rewanżu z WrestleManię XL, i rzuci wyzwanie Rhodesowi o mistrzostwo na Backlash.

#### Pojedynek o World Heavyweight Championship
Podczas drugiej nocy WrestleManii XL, 7 kwietnia, Damian Priest wykorzystał swój kontrakt Money in the Bank i zdobył World Heavyweight Championship. Następnej nocy na Raw, Jey Uso wygrał fatal 4-way match i stał się pretendentem numer jeden do tytułu. Na następnym odcinku, walkę o mistrzostwo zaplanowano na Backlash France.

#### Pojedynek o WWE Women’s Championship
Podczas drugiej nocy WrestleManii XL, Bayley zdobyła WWE Women’s Championship. Na następnym odcinku SmackDown, gdy Bayley mówiła o daniu nowych możliwości innym kobietom, Tiffany Stratton zdawała się przyjąć tę szansę, jednak Bayley powiedziała, że mówiła o daniu Naomi szansy na mistrzostwo. Stratton następnie obraziła Naomi, co skłoniło ją do przyjścia na ring. Po dyskusji pomiędzy Naomi i Stratton, stanęły naprzeciw siebie w walce, aby ustalić, kto będzie rzucał wyzwanie Bayley o mistrzostwo, a walkę wygrała Naomi. Walka o tytuł odbyła się w następnym odcinku, ale zakończyła się bez rezultatu po tym, jak Stratton zaatakowała Bayley i Naomi. Następnie na następny odcinek zaplanowano kolejną walkę pomiędzy Naomi i Stratton, który miał określić, kto rzuci wyzwanie Bayley o mistrzostwo na Backlash France, ale zakończyła się kolejnym brakiem rezultatu po zewnętrznej interwencji Nii Jax. Następnie Generalny Menadżer SmackDown Nick Aldis ogłosił, że Bayley będzie bronić WWE Women’s Championship przeciwko Naomi i Stratton w triple threat matchu na Backlash France.

#### Pojedynek o WWE Women’s Tag Team Championship
Podczas pierwszej nocy WrestleManii XL, Bianca Belair i Jade Cargill pokonały Dakotę Kai i WWE Women’s Tag Team Championki The Kabuki Warriors (Asukę i Kairi Sane) z Damage CTRL w six-woman tag team matchu. 26 kwietnia na odcinku SmackDown ogłoszono, że The Kabuki Warriors będą bronić WWE Women’s Tag Team Championship przeciwko Belair i Cargill na Backlash France.

#### Kevin Owens i Randy Orton vs. Solo Sikoa i Tama Tonga
Po przegranej podczas drugiej nocy WrestleManii XL, lider The Bloodline Roman Reigns zrobił sobie przerwę. Solo Sikoa przejął kontrolę nad grupą, usuwając Jimmy’ego Uso z frakcji i przedstawiając debiutującego Tama Tongę 12 kwietnia na odcinku SmackDown. W następnym tygodniu, duet brutalnie zaatakował Kevina Owensa. 26 kwietnia, kiedy The Bloodline ponownie próbował zaatakować Owensa, Randy Orton wyszedł na ratunek Owensowi. Później tej samej nocy ogłoszono, że Orton i Owens zmierzą się z The Bloodline (Sikoa i Tonga) w tag team matchu na Backlash France. To bedzie debiut Tongi w ringu WWE.

## Wyniki walk
| Nr                                 | Wyniki                                                                                             | Stypulacje                                         | Czas  |
| ---------------------------------- | -------------------------------------------------------------------------------------------------- | -------------------------------------------------- | ----- |
| 1                                  | The Bloodline (Solo Sikoa i Tama Tonga) pokonali Kevina Owensa i Randy’ego Ortona poprzez pinfall  | Tag team Street Fight                              | 19:30 |
| 2                                  | Bayley (c) pokonała Naomi i Tiffany Stratton poprzez pinfall                                       | Triple threat match o WWE Women’s Championship     | 13:10 |
| 3                                  | Damian Priest (c) pokonał Jeya Uso poprzez pinfall                                                 | Singles match o World Heavyweight Championship     | 15:45 |
| 4                                  | Bianca Belair i Jade Cargill pokonały The Kabuki Warriors (Asukę i Kairi Sane) (c) poprzez pinfall | Tag team match o WWE Women’s Tag Team Championship | 17:25 |
| 5                                  | Cody Rhodes (c) pokonał AJ Stylesa poprzez pinfall                                                 | Singles match o Undisputed WWE Championship        | 27:20 |
| (c) – mistrz/mistrzyni przed walką | |                                                    |       |

### Turniej Undisputed WWE Championship Eliminator
|  |                                    |                                    |  |  |                                |                                |
|  | Półfinały (SmackDown, 12 kwietnia) | Półfinały (SmackDown, 12 kwietnia) |  |  | Finał (SmackDown, 19 kwietnia) | Finał (SmackDown, 19 kwietnia) |
|  | Półfinały (SmackDown, 12 kwietnia) | Półfinały (SmackDown, 12 kwietnia) |  |  | Finał (SmackDown, 19 kwietnia) | Finał (SmackDown, 19 kwietnia) |
|  |                                    |                                    |  |  |                                |                                |
|  |                                    |                                    |  |  |                                |                                |
|  | Kevin Owens                        | —                                  |  |  |                                |                                |
|  | Kevin Owens                        | —                                  |  |  |                                |                                |
|  | Rey Mysterio                       | 9:13                               |  |  |                                |                                |
|  | Rey Mysterio                       | 9:13                               |  |  |                                |                                |
|  | AJ Styles                          | Pin                                |  |  |                                |                                |
|  | AJ Styles                          | Pin                                |  |  |                                |                                |
|  |                                    |                                    |  |  |                                |                                |
|  |                                    |                                    |  |  |                                |                                |
|  | AJ Styles                          | Pin                                |  |  |                                |                                |
|  | AJ Styles                          | Pin                                |  |  |                                |                                |
|  |                                    |                                    |  |  | LA Knight                      | 10:58                          |
|  |                                    |                                    |  |  | LA Knight                      | 10:58                          |
|  | LA Knight                          | Pin                                |  |  |                                |                                |
|  | LA Knight                          | Pin                                |  |  |                                |                                |
|  | Bobby Lashley                      | —                                  |  |  |                                |                                |
|  | Bobby Lashley                      | —                                  |  |  |                                |                                |
|  | Santos Escobar                     | 9:27                               |  |  |                                |                                |
|  | Santos Escobar                     | 9:27                               |  |  |                                |                                |